# Louis Alexandre Bachelet-Damville
Pour les articles homonymes, voir Bachelet et Damville.
Louis Alexandre Bachelet-Damville, né le 1er novembre 1771 à Saint-Aubin-lès-Elbeuf, mort à Leipzig (Allemagne) le 16 octobre 1813), est un général français de la Révolution et de l’Empire.

## Biographie
Engagé comme soldat au 1er bataillon de volontaires de la Seine-Inférieure le 1er mars 1792, il combat avec l'armée de l'Ouest. Il s'illustre à Iéna (1806), à Heilsberg (1807), où il est à chaque fois blessé.
Il participe à la guerre d'Espagne, où il est à nouveau blessé.
Devenu général de brigade le 30 mai 1813, il est tué peu après alors qu'il est commandant de la 1re brigade de la 16e division du 5e corps à la bataille de Leipzig.

## Distinctions
Officier de la Légion d'honneur le 20 mai 1811, il est fait baron de l'Empire le 21 février 1813.

## Sources
- Alain Pigeard, Dictionnaire Napoléon et Dictionnaire des batailles
- Mémoires du général Rapp
- « La noblesse d’Empire » (consulté le 2 septembre 2014)